# Harry Scharf
Harry Scharf ist ein deutscher Handballtrainer und ehemaliger -spieler.

## Werdegang
Scharf spielte Handball für Dynamo Halle-Neustadt in der DDR-Oberliga.
1990 wechselte er aus Brandenburg zum bundesdeutschen Erstliga-Absteiger TuS Alstertal und wurde Damen-Trainer bei dem Hamburger Verein.
Scharf war bei mehreren weiteren Vereinen als Trainer tätig, darunter beim Jessener SV, TuS 1947 Radis und Landsberger HV. 2013 übernahm er das Traineramt beim SV Grün-Weiß Wittenberg-Piesteritz. 2014 wurde er bei dem Verein zusätzlich Leiter der Handballabteilung.